# Allyn-Grapeview
Allyn-Grapeview és una concentració de població designada pel cens dels Estats Units a l'Estat de Washington. Segons el cens del 2000 tenia 2.004 habitants.

## Demografia
Segons el cens del 2000, Allyn-Grapeview tenia 2.004 habitants, 861 habitatges, i 642 famílies. La densitat de població era de 91,4 habitants per km².
Dels 861 habitatges en un 20,6% hi vivien nens de menys de 18 anys, en un 67,9% hi vivien parelles casades, en un 3,6% dones solteres, i en un 25,4% no eren unitats familiars. En el 19,7% dels habitatges hi vivien persones soles el 10,2% de les quals corresponia a persones de 65 anys o més que vivien soles. El nombre mitjà de persones vivint en cada habitatge era de 2,33 i el nombre mitjà de persones que vivien en cada família era de 2,65.
Per edats la població es repartia de la següent manera: un 18% tenia menys de 18 anys, un 4,6% entre 18 i 24, un 17,9% entre 25 i 44, un 33% de 45 a 60 i un 26,5% 65 anys o més.
L'edat mediana era de 51 anys. Per cada 100 dones de 18 o més anys hi havia 102 homes.
La renda mediana per habitatge era de 46.224 $ i la renda mediana per família de 51.563 $. Els homes tenien una renda mediana de 45.781 $ mentre que les dones 29.231 $. La renda per capita de la població era de 22.305 $. Aproximadament el 4,6% de les famílies i el 6,5% de la població estaven per davall del llindar de pobresa.

## Poblacions properes
El següent diagrama mostra les poblacions més properes.